# 1852 în literatură
Anul 1852 în literatură a implicat o serie de evenimente și cărți noi semnificative.  

## Cărți noi
- Manuel Antônio de Almeida - Memoirs of a Police Sergeant
- Wilkie Collins - Basil: A Story of Modern Life
- Robert Criswell - Coliba unchiului Tom
- Mary Eastman - Aunt Phillis's Cabin
- Nathaniel Hawthorne
  - The Blithedale Romance
  - The Snow-Image, and Other Twice-Told Tales
- Baynard R. Hall - Frank Freeman's Barber Shop
- Caroline Lee Hentz
  - Eoline
  - Marcus Warland
- Herman Melville - Pierre
- Susanna Moodie - Roughing It in the Bush
- Charles Jacobs Peterson (ca J. Thornton Randolph) - The Cabin and Parlor; or, Slaves and Masters
- George W. M. Reynolds - Mary Price
- Caroline Rush - The North and the South; or, Slavery and Its Contrasts
- W.L.G. Smith - Coliba unchiului Tom
- Harriet Beecher Stowe - Uncle Tom's Cabin
- William Makepeace Thackeray
  - The History of Henry Esmond
  - Men's Wives
- Lev Tolstoi - Copilăria
- Catharine Parr Traill - Canadian Crusoes
- Ivan Turgenev - A Sportsman's Sketches
- Susan Bogert Warner  - Queechy